# Tephronia teriolica
Tephronia teriolica är en fjärilsart som beskrevs av Eugen Wehrli 1953. Tephronia teriolica ingår i släktet Tephronia och familjen mätare. Inga underarter finns listade i Catalogue of Life.